# David Levy (joueur d'échecs)
Pour les articles homonymes, voir David Levy et Levy.
David Neil Laurence Levy (né le 14 mars 1945 à Londres) est un maître international du jeu d'échecs et un homme d'affaires connu pour son implication dans les programmes d'échecs. Il est notamment le président de l'International Computer Games Association et le créateur des olympiades informatiques. Il est également l'auteur de plus de 40 livres sur le jeu d'échecs et les ordinateurs.

## Biographie et carrière
David Levy remporta le championnat de Londres junior en 1965 et 1966. Il gagna le championnat d'Écosse d'échecs en 1968 et 1975.
En 1969, il obtint le titre de maître international.
Il a représenté l'Écosse lors de six olympiades de 1968 à 1978, jouant au premier échiquier de l'équipe écossaise en 1970 et 1972

## Pari contre des programmes informatiques
Au début de 1968, Levy lança un pari à quatre grands de l'intelligence artificielle (IA), avec en fin de compte un total de 1 250 £, qu'aucun programme informatique ne gagnerait un match contre lui dans les dix ans à venir,. En 1973, il écrivait : 

« De toute évidence, je gagnerai mon... pari en 1978, et je le gagnerais encore si la période devait être prolongée de nouveau sur dix ans. Frappé par l'absence de progrès dans la conception pendant plus de deux décennies, j'irais jusqu'à supposer qu'un programme informatique ne gagnera pas le titre de maître international avant le tournant du siècle et que l'idée d'un champion du monde électronique ne peut se trouver que dans les pages d'un livre de science-fiction. »

Jusqu'en 1977, aucun programme informatique ne fut de taille à constituer une menace sérieuse pour Levy. En avril 1977, il joua un match de deux parties contre Chess 4.5, un programme dû à David Slate et Larry Atkin de l'université Northwestern qui s'était fort bien comporté dans des tournois contre des humains, y gagnant même l'open 1977 du Minnesota. Après que Levy eut remporté le premier match, le second ne fut pas joué puisque Levy ne pouvait plus perdre le match. Le 17 décembre, il joua un match en deux parties contre Kaissa : encore une fois il remporta la première partie et le match se termina. En août 1978, il joua un match en deux parties contre Mac Hack (en), cette fois les deux furent jouées, permettant à Levy de l'emporter par 2-0,.
Le dernier match nécessaire à Levy pour gagner son pari fut joué lui aussi à la fin août 1978, cette fois contre Chess 4.7, le successeur de Chess 4.5. Là encore Levy l'emporta, battant Chess 4.7 en un match de six rencontres par un score de 4.5 à 1.5,. L'ordinateur fit match nul dans la deuxième partie (il avait un moment obtenu une position absolument gagnante mais fut dominé par Levy dans la fin de partie) et il gagna même la quatrième rencontre, quand Levy essaya le gambit letton, très agressif mais très risqué. Levy en conclut : « J'avais prouvé que mon évaluation de 1968 était juste, mais par ailleurs mon adversaire dans ce match était beaucoup, beaucoup plus fort que ce que j'avais pu en penser quand j'avais lancé le pari. » « À présent, fit-il observer, rien ne me surprendra (plus guère). »
Afin de stimuler davantage les progrès des logiciels d'échecs, Levy offrit 1 000 $ aux auteurs du premier programme d'échecs qui serait capable de le battre dans une rencontre de quatre ou six parties ; le magazine Omni y ajouta 4 000 $. En 1989, les auteurs du programme Deep Thought remportèrent le prix après que leur programme avait battu Levy.
En 1996, Popular Science lui demanda son avis sur le match imminent entre Garry Kasparov et Deep Blue. Levy déclara avec confiance que « Kasparov peut l'emporter par 6 à 0 s'il le veut. J'en suis sûr, j'en donnerais ma tête à couper. » En réalité, Kasparov perdit la première partie, et ne remporta le match que par un score de 4-2. L'année suivante, il perdit la revanche historique par 2½ à 3½.

## Une prédiction surprenante
Levy est également l'auteur de Love and Sex With Robots (Faire l'amour avec des robots) publié aux États-Unis en 2007 par HarperCollins, et  paru chez Duckworth au Royaume-Uni. Il s'agit de l'édition commerciale de sa thèse de doctorat soutenue le 11 octobre 2007 à l'université de Maastricht. Le retentissement est immédiat[réf. nécessaire] et a soulevé la question de savoir si dans l'avenir un humain épousera un robot.  En septembre 2009, il prédit que les robots sexuels feraient irruption sur le marché dans quelques années à peine.

## Livres publiés
- Keene, R. D. et Levy, D. N. L. Levy, Siegen Chess Olympiad, CHESS Ltd., 1970.
- Keene, Ray et Levy, David, Chess Olympiad 1972, Doubleday, 1973,  (ISBN 0-385-0-6925-1).
- Levy, David, Gligoric's Best Games 1945-1970, R.H.M. Press, 1972.  (ISBN 0-89058-015-4).
- Levy, David, The Sicilian Dragon, Batsford, 1972.
- Levy, David, How Fischer Plays Chess, R.H.M. Press, 1975.  (ISBN 0923891293).
- Levy, D.N.L., Howard Staunton 1810-74, The Chess Player, Nottingham, 1975,  (ISBN 4871878120)
- Levy, David, Chess and Computers, Computer Science Press, Potomac (Maryland), 1976.  (ISBN 0-914894-02-1).
- Levy, David, 1975-U.S. Computer Chess Championship, Computer Science Press, Potomac (Maryland).
- Levy, David, 1976-U.S. Computer Chess Championship, Computer Science Press, Potomac (Maryland).
- Levy, David et Monty Newborn (en), More Chess and Computers: The Microcomputer Revolution, The Challenge Match, Computer Science Press, Potomac (Maryland), et Batsford, Londres, 1980.  (ISBN 0-914894-07-2).
- Computer Gamesmanship: Elements of Intelligent Game Design, by David Levy, 1983, Simon & Schuster,  (ISBN 0-671-49532-1).
- The Chess Computer Handbook  (ISBN 0-7134-4220-4)
- How Computers Play Chess (avec Monty Newborn)  (ISBN 4871878015)
- Computer Games I  (ISBN 4871878023)
- Computer Games II  (ISBN 4871878031)
- Computer Chess Compendium  (ISBN 487187804X)
- Computer Gamesmanship  (ISBN 4871878058)
- How to Play the Sicilian Defence (avec Kevin O'Connell (en))  (ISBN 4871878066)
- Instant Chess (avec Kevin O'Connell)  (ISBN 4871878074)
- How to Play the King's Indian Defence (avec Kevin O'Connell)  (ISBN 4871878082)
- Play Chess Combinations and Sacrifices,  (ISBN 4871878090)
- Oxford Encyclopedia of Chess Games, volume 1, 1485-1866 (avec Kevin O'Connell), 1980, Oxford University Press, Oxford.  (ISBN 0923891544)
- Korchnoi’s Chess Games” (avec Kevin O'Connell)  (ISBN 4871878104)
- Sacrifices in the Sicilian  (ISBN 4871878112)
- Levy, David, Robots Unlimited: Life in a Virtual Age, A.K. Peters, Londres, 2005.  (ISBN 1568812396).
- Levy, David, Love and Sex With Robots: The Evolution of Human-Robot Relationships, HarperCollins, New York, 2007.  (ISBN 0061359750).
- David Levy; Techniques de programmation des jeux, Editions du P.S.I, 1983, 245 pages.